# Resultados do Carnaval de São Paulo em 1967
Esta página contém os resultados do Carnaval de São Paulo em 1967.

## Escolas de samba

### Grupo 1
Classificação
| Legenda: Campeã |

| Col. | Escola               | Enredo                | Pontos |
| ---- | -------------------- | --------------------- | ------ |
| 1    | Unidos do Peruche    | Exaltação a São Paulo |        |
| 2    |                      |                       |        |
| 3    |                      |                       |        |
| 4    | Nenê de Vila Matilde | O Tronco do Ipê       |        |
| 5    |                      |                       |        |
| 6    |                      |                       |        |

## Cordões
Classificação
| Legenda: Campeão |

| Col. | Escola                | Enredo                             | Pontos |
| ---- | --------------------- | ---------------------------------- | ------ |
| 1    | Vai-Vai               | O Segundo Casamento de Dom Pedro I |        |
| 2    | Camisa Verde e Branco |                                    |        |